# Otse Hill
Otse Hill (tswana Lentswe la Baratani) – szczyt w południowej części Afryki. Leży w południowej Botswanie w dystrykcie South East, blisko miejscowości Otse i granicy z Południową Afryką. Jest to według niektórych źródeł najwyższy szczyt Botswany o wysokości 1491 m n.p.m. (czasem błędnie podawana wysokość 1489). Niektóre źródła jako najwyższy szczyt podają leżące w pobliżu Monalanong Hill (1494 m n.p.m.) lub Tsodilo Hills (1489 m n.p.m.).